# Mord i sinnet
Mord i sinnet (originaltitel: Wire in the Blood) är en brittisk deckarserie som hittills har sänts i sex säsonger, från 2002. Serien följer den fiktiva psykologen Dr Tony Hill, spelad av Robson Green, och polisen Carol Jordan, spelad av Hermione Norris. Serien är baserad på rollfigurer skapade av Val McDermid. Den är i original gjord för den brittiska kanalen ITV och sänds i Sverige av TV4.
Seriens originaltitel är tagen från en rad i T.S. Eliots dikt Burnt Norton, från Four Quartets. Seriens svenska titel har satts av TV4. Den bok som originaltiteln har hämtats från, som också är förlagan till avsnitt 1 i första säsongen, heter på svenska Under ingrodda ärr.
Serien lades ner i februari 2009, sedan engelska ITV pekat på för stora omkostnader (varje avsnitt kostade tio miljoner svenska kronor att producera) och sjunkande tittarsiffror som de bidragande orsakerna.

## Seriens grundidé
Serien utspelar sig i den fiktiva staden Bradfield. Nästan varje avsnitt handlar om en seriemördare som psykologen Dr Tony Hill kommer allt närmare med hjälp av sin förmåga att tränga in i brottslingars psyken.

## På svensk TV, och DVD-utgåvor
Serien har visats på TV4 och nådde där miljonpublik. Alla säsonger (sex till antalet) av serien har givits ut på DVD, både i region 1 och region 2.